# Họ Quắn hoa
Họ Quắn hoa, họ Mạ sưa, họ Cơm vàng hay họ Chẹo thui (danh pháp khoa học: Proteaceae) là các tên gọi của một họ thực vật có hoa chủ yếu phân bố tại Nam bán cầu. Họ này tương đối lớn, với khoảng gần 80 chi và 1.600 loài. Cùng với Platanaceae và Nelumbonaceae chúng hợp thành bộ Proteales.

## Miêu tả
Nhiều chi trong họ Proteaceae là hay thay đổi, với cụ thể là chi Banksia có thể coi là ví dụ điển hình nhất về bức xạ thích ứng ở thực vật. Sự hay thay đổi này làm cho việc chọn ra một tiêu chí nhận dạng chung, có tính chẩn đoán và đơn giản cho họ này trở thành không thể; mặc dù mỗi chi riêng biệt có thể dễ dàng nhận dạng.
Proteaceae nói chung là các cây thân gỗ hay cây bụi, ngoại trừ một số loài thuộc chi Stirlingia là cây thân thảo. Chúng là cây thường xanh, với lá dao động mạnh về kích thước, hình dáng và mép lá. Ở nhiều chi, đặc trưng hiển nhiên nhất là cụm hoa thường to và rất sặc sỡ, chứa nhiều hoa nhỏ mọc dày dặc thành một đầu hay bông kết chặt. Tuy nhiên, ngay cả đặc trưng này cũng không phải là có ở mọi chi trong họ Proteaceae: chẳng hạn các loài thuộc chi Adenanthos lại có các hoa mọc riêng lẻ. Ở phần lớn các loài Proteaceae thì cơ chế thụ phấn mang đặc tính chuyên biệt hóa cao. Nó thường bao gồm việc sử dụng "vùng dẫn dụ phấn hoa", một khu vực trên đỉnh vòi nhụy phô bày phấn hoa ra cho các sinh vật thụ phấn
.

### Hoa
Nói chung, đặc trưng chẩn đoán họ Proteaceae là hoa bất thường. Các bộ phận của hoa trong họ Proteaceae thường là bộ bốn, nhưng 4 lá đài dạng cánh hoa thì hợp lại thành một ống hẹp và dài với đài khép kín ở đỉnh, các chỉ nhị của 4 nhị hoa cũng hợp vào lá đài, theo kiểu sao cho các bao phấn được chứa đựng trong phạm vi đài. Nhụy hoa ban đầu cũng đi dọc theo bên trong của ống bao hoa, sao cho đầu nhụy cũng được chứa đựng trong phạm vi đài. Khi hoa phát triển, nhụy lớn lên rất nhanh. Do đầu nhụy bị hãm lại, nên vòi nhụy phải cong đi để có thể thuôn dài và cuối cùng nó cong đến mức nó chia tách bao hoa ra dọc theo một đường nối. Vòi nhụy tiếp tục lớn tới tận khi nở hoa, khi các tuyến mật bắt đầu sản sinh ra mật hoa. Vào thời điểm đó, bao hoa chia tách ra thành các lá đài hợp thành của nó, đài cũng chia tách ra và nhụy hoa được giải phóng để trở thành thẳng hơn.
Ngay trước khi nở hoa các bao phấn giải phóng phấn hoa của chúng, gửi chúng xuống đầu nhụy, trong nhiều trường hợp có vùng nhiều cùi thịt lớn để hỗ trợ việc trầm lắng phấn hoa của chính chúng. Các sinh vật ăn mật hoa khó có thể tiếp xúc với các bao phấn, nhưng khó có thể tránh tiếp xúc với đầu nhụy; vì thế đầu nhụy hoạt động như là vùng dẫn dụ phấn hoa, đảm bảo là các sinh vật ăn mật hoa có thể trở thành các sinh vật thụ phấn. Mặt trái của chiến lược thụ phấn này là xác suất tự thụ phấn bị tăng lên; nhiều loài Proteaceae tránh điều này bằng các chiến thuật như nhị thuần thục trước, tự không tương thích giữa nhị và nhụy hay sự phát triển không đầy đủ có lựa chọn đối với các hạt do tự thụ phấn.

## Phân bố và sinh thái

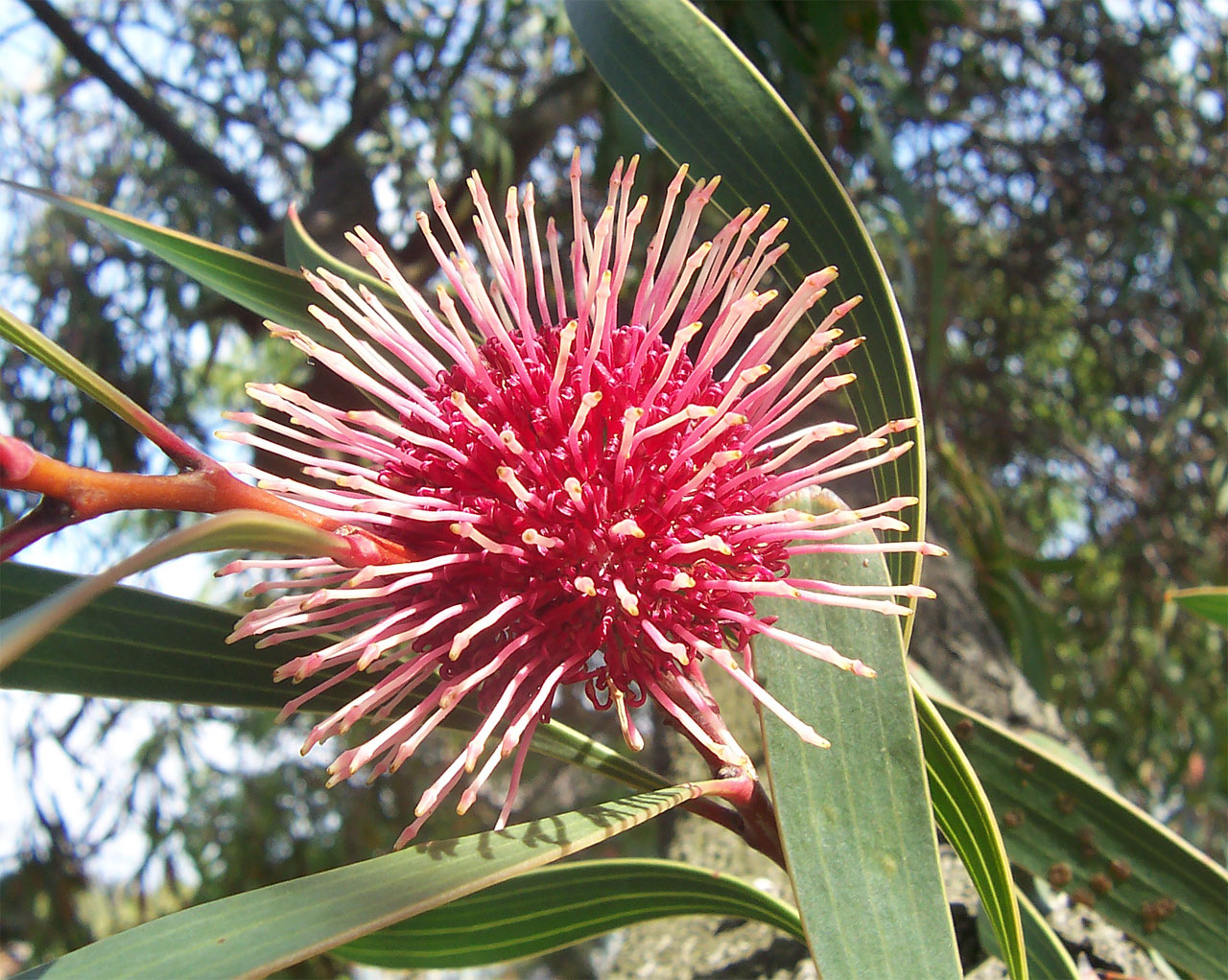
Cụm hoa và lá của Hakea laurina

Proteaceae là họ chủ yếu ở Nam bán cầu, với các trung tâm đa dạng chính ở Australia và Nam Phi. Nó cũng có tại miền trung châu Phi, Nam và Trung Mỹ, Ấn Độ, miền đông và đông nam châu Á, các đảo của châu Đại Dương. Chỉ có 2 loài tại New Zealand, mặc dù chứng cứ phấn hoa hóa thạch cho thấy trước kia tại đây có nhiều loài hơn.
Họ này là một ví dụ tốt về họ thực vật nguồn gốc Gondwana, với các đơn vị phân loại có mặt dường như trên mọi vùng đất là các phần còn lại của siêu lục địa cổ đại Gondwana. Họ này và các phân họ của nó được cho là đã đa dạng hóa trước khi phân mảnh Gondwana, ngầm chỉ ra rằng tất cả chúng đều có thời gian tồn tại trên 90 triệu năm. Chứng cứ cho điều này bao gồm sự phổ biến của phấn hoa dạng Proteaceae thấy có trong các trầm tích than đá kỷ Phấn trắng tại đảo South của New Zealand. Người ta cho rằng họ này có được sự phân bố như hiện nay chủ yếu là do trôi dạt lục địa chứ không phải là sự phát tán xuyên qua các khe hở đại dương.
Nhiều loài Proteaceae có rễ kiểu quắn hoa (rễ cụm). Các rễ cụm này là các khối rễ con ở bên và lông tơ tạo thành một bề mặt hấp thụ tỏa tròn, sinh ra dưới lớp lá rụng trong mùa tăng trưởng và thường teo lại vào cuối mùa tăng trưởng. Chúng là sự thích nghi để phát triển trong các loại đất nghèo phosphor, làm tăng mạnh khả năng tiếp xúc của cây với nguồn nước và dưỡng chất khan hiếm bằng cách gia tăng bề mặt hấp thụ của rễ. Tuy nhiên, kiểu thích nghi này làm cho chúng dễ bị tổn thương với bệnh thối rễ do mốc nước Phytophthora cinnamomi gây ra và nói chung không chịu được sự bón phân. Do các rễ kiểu quắn hoa chuyên biệt hóa này, họ Proteaceae là một trong số ít họ thực vật có hoa không có mối quan hệ cộng sinh với nấm vỏ rễ.

## Phân loại
Proteaceae là họ tương đối lớn, với khoảng 80 chi và 1.600 loài. Các chi được biết đến nhiều nhất bao gồm Protea, Banksia, Embothrium, Grevillea (trải bàn / ngân hoa), Hakea, Dryandra và Macadamia.
Họ này được hầu như tất cả các nhà phân loại học công nhận. Được thiết lập vững chắc trong phân loại học Linnaeus cổ điển, nó cũng được các hệ thống phân loại dựa trên miêu tả theo nhánh như hệ thống APG và hệ thống APG II công nhận. Trong các hệ thống này nó được đặt trong bộ Proteales, nhưng vị trí của bộ này lại không cố định.
Nền tảng để phân loại các chi trong họ Proteaceae được L. A. S. Johnson và Barbara Briggs đặt ra trong chuyên khảo có ảnh hưởng của họ viết năm 1975 là On the Proteaceae: the evolution and classification of a southern family. Phân loại của họ đã được tinh chỉnh lại một chút trong khoảng 3 thập kỷ gần đây, chủ yếu bởi Peter H. Weston và Nigel P. Barker vào năm 2006. Họ Proteaceae hiện tại được chia ra thành 5 phân họ, bao gồm: Bellendenoideae, Grevilleoideae, Persoonioideae, Proteoideae và Symphionematoideae. Sắp xếp đầy đủ, theo Weston và Barker, là như sau:
- Phân họ Bellendenoideae
  - Bellendena
- Phân họ Grevilleoideae
  - incertae sedis
    - Carnarvonia
    - Sphalmium

  - Tông Banksieae
    - Phân tông Banksiinae
      - Banksia
      - Dryandra

    - Phân tông Musgraveinae
      - Austromuellera
      - Musgravea

  - Tông Embothrieae
    - Phân tông Embothriinae
      - Embothrium
      - Oreocallis
      - Alloxylon
      - Telopea (đế vương hoa)

    - Phân tông Hakeinae
      - Buckinghamia
      - Finschia

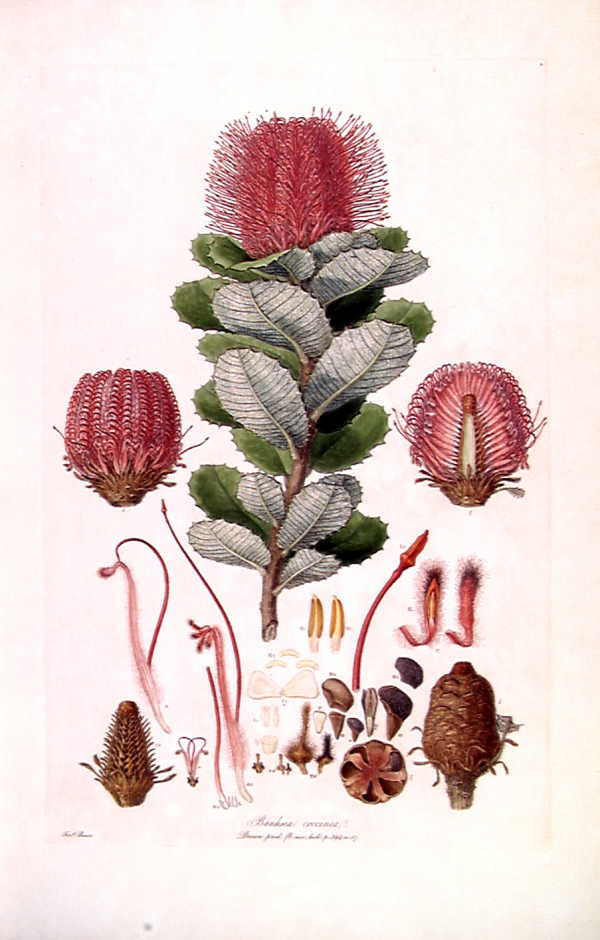
Hoa, lá và quả của Banksia coccinea, từ Illustrationes Florae Novae Hollandiae của Ferdinand Bauer năm 1813.

      - Grevillea (ngân hoa / trải bàn)
      - Hakea
      - Opisthiolepis

    - Phân tông Lomatiinae
      - Lomatia

    - Phân tông Stenocarpinae
      - Stenocarpus
      - Strangea

  - Tông Macadamieae
    - Phân tông Gevuininae
      - Bleasdalea
      - Cardwellia
      - Euplassa
      - Gevuina
      - Hicksbeachia
      - Kermadecia
      - Sleumerodendron
      - Turrillia

    - Phân tông Macadamiinae
      - Brabejum
      - Macadamia (mắc ca)
      - Panopsis

    - Phân tông Malagasiinae
      - Catalepidia
      - Malagasia

    - Phân tông Virotiinae
      - Athertonia
      - Heliciopsis (song quần)
      - Virotia

  - Tông Roupaleae
    - incertae sedis
      - Eucarpha
      - Megahertzia
      - Knightia
      - Triunia

    - Phân tông Floydiinae
      - Darlingia
      - Floydia

    - Phân tông Heliciinae
      - Helicia (quắn hoa, chẹo thui, mạ sưa)
      - Hollandaea

    - Phân tông Lambertiinae
      - Lambertia
      - Xylomelum

    - Phân tông Roupalinae
      - Neorites
      - Orites
      - Roupala
- Phân họ Persoonioideae
  - Tông Persoonieae
    - Acidonia
    - Garnieria
    - Persoonia
    - Toronia

  - Tông Placospermeae
    - Placospermum
- Phân họ Proteoideae
  - incertae sedis
    - Beauprea
    - Beaupreopsis
    - Dilobeia
    - Cenarrhenes
    - Eidothea
    - Franklandia

  - Tông Conospermeae
    - Phân tông Conosperminae
      - Conospermum
      - Synaphea

  - Tông Leucadendreae
    - Phân tông Adenanthinae
      - Adenanthos

    - Phân tông Isopogoninae
      - Isopogon

    - Phân tông Leucadendrinae
      - Diastella
      - Leucadendron
      - Leucospermum
      - Mimetes
      - Orothamnus
      - Paranomus
      - Serruria
      - Sorocephalus
      - Spatalla
      - Vexatorella

  - Tông Petrophileae
    - Aulax
    - Petrophile

  - Tông Proteeae
    - Faurea
    - Protea
    - Phân tông Stirlingiinae
      - Stirlingia
- Phân họ Symphionematoideae
  - Agastachys
  - Symphionema

## Trồng và sử dụng

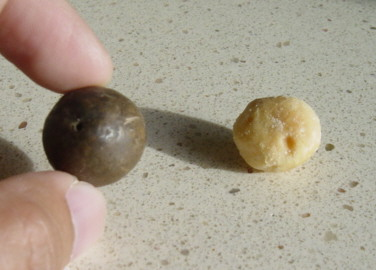
Hạt ăn được của Macadamia

Nhiều loài Proteaceae được trồng trong vườn ươm, như là thực vật hàng rào cũng như vì tán lá và hoa nổi bật và đặc biệt của chúng. Một vài loài có tầm quan trọng đối với ngành trồng hoa, đặc biệt một vài loài trong các chi Banksia và Protea. Hai loài của chi Macadamia được trồng ở quy mô thương mại để lấy hạt ăn được. Gevuina avellana (phỉ Chile) được trồng để lấy hạt của nó tại Chile và New Zealand, hạt này cũng ăn được và được sử dụng trong công nghiệp dược phẩm để dưỡng da do các tính chất giữ ẩm của nó, như là thành phần của kem chống nắng.
Các loài có giá trị nhất như là các cây cảnh là các loài cây gỗ xa nhất về phương nam do chúng có thể tạo ra cảnh quan đẹp kỳ lạ kiểu nhiệt đới tại các khu vực có khí hậu ôn đới; các loài ở Chile sau đây là các ví dụ tốt về điều này: Lomatia ferruginea, Lomatia hirsuta. Chúng đã được du nhập vào Tây Âu và miền tây Hoa Kỳ. Embothrium coccineum (cây lửa Chile hay Notro) có giá trị cảnh quan do nó có hoa màu đỏ thẫm, phát triển tốt trên đảo Anh và có thể thấy tại quần đảo Faroe ở vĩ độ 62° vĩ bắc.
Trong số các loài Banksia, nhiều loài được trồng tại khu vực Địa Trung Hải và vùng có khí hậu hải dương, phần lớn trong chúng là cây bụi, chỉ một vài loài là cây gỗ. Chúng được trồng vì độ cao của mình. Trong số các loài cao nhất có: B. integrifolia với phân loài B. integrifolia subsp. monticola là đáng chú ý hơn cả vì nó là loài Banksia thân gỗ cao nhất và chịu đựng sương giá tốt hơn cả, B. seminuda, B. littoralis, B. serrata; những loài được coi là cây bụi lớn hay cây gỗ nhỏ: B. grandis, B. prionotes, B. marginata, B. coccinea và B. speciosa, và được trồng trong các công viên, vườn và ven đường phố, phần còn lại của chi này là khoảng 170 loài cây bụi, nhưng vẫn có thể có giá trị vì hoa đẹp của chúng.
Các loài khác, nhỏ hơn nhưng cũng được trồng tại một vài nơi trên thế giới là Telopea speciosissima (waratah), từ các dãy núi tại New South Wales, Australia.
Một vài loài trong khí hậu ôn đới cũng được trồng ở quy mô địa phương tại Australia vì vẻ đẹp của chúng: Persoonia pinifolia (geebung lá thông) vì hoa vàng chói lọi và quả giống như quả nho. Adenanthos sericeus (cây bụi lá quăn) được trồng vì lá mềm lòe loẹt và hoa nhỏ màu đỏ hay da cam của chúng. Hicksbeachia pinnatifolia được trồng vì quả ăn được và lá của nó.